# Hebelschloss
Hebelschlösser, die auch Hebelzylinder genannt werden, sind von der Bauform ganz simple Schließzylinder zum Verschließen von Blechtüren, wie Briefkästen Stahlschränken oder ähnlichem.
Der Hebelzylinder ist nur der Zylinder samt Gehäuse an dessen Rückseite eine Zunge angebracht ist. Die Zunge funktioniert direkt als Schlossriegel, der durch die Drehbewegung des Schlüssels in die Auf- und Zu-Stellung bewegt wird.
Diese einfachen Hebelzylinder sind meist aus Druckguss und haben Scheibenzuhaltungen. Es gibt aber auch Hebelzylinder mit Stiftzuhaltung, so dass sie auch mit einer Schließanlage kombiniert werden kann. Dann kann der Briefkasten mit dem gleichen Schlüssel wie die Haustür benutzt werden.